# PSA Super Series Finals 2002/03
Die 10. PSA Super Series Finals der Herren fanden vom 12. bis 16. Mai 2003 in London, England statt. Das Turnier gehörte zur PSA World Tour 2002/03 und war mit 65.000 US-Dollar dotiert.
Titelverteidiger war David Palmer, der verletzungsbedingt nicht antreten konnte. Auch Stewart Boswell sagte seine Teilnahme verletzungsbedingt ab, sodass für die beiden Martin Heath und Ong Beng Hee nachrückten. Das Endspiel gewann Jonathon Power gegen Peter Nicol mit 15:11, 10:15, 13:15, 15:4 und 15:14. Es war Powers erster Titel bei diesem Turnier.

## Ergebnisse

### Gruppe A

#### Tabelle
| Pos. | Setzliste | Spieler        | Spiele | Sätze | Punkte  |
| ---- | --------- | -------------- | ------ | ----- | ------- |
| 1    | 1         | Peter Nicol    | 3:0    | 9:6   | 179:164 |
| 2    | 4         | Thierry Lincou | 2:1    | 8:5   | 161:153 |
| 3    | 5         | Lee Beachill   | 1:2    | 6:6   | 150:140 |
| 4    | 7         | Martin Heath   | 0:3    | 3:9   | 124:157 |

#### Ergebnisse
| Spieler        | Spieler        | Ergebnis                       |
| -------------- | -------------- | ------------------------------ |
| Peter Nicol    | Lee Beachill   | 15:11, 15:12, 8:15, 5:15, 15:7 |
| Thierry Lincou | Martin Heath   | 10:15, 15:10, 15:13, 15:6      |
| Peter Nicol    | Thierry Lincou | 15:6, 15:2, 10:15, 9:15, 15:10 |
| Lee Beachill   | Martin Heath   | 15:7, 15:9, 15:8               |
| Peter Nicol    | Martin Heath   | 15:11, 3:15, 15:9, 9:15, 15:6  |
| Thierry Lincou | Lee Beachill   | 15:13, 13:15, 15:6, 15:11      |

### Gruppe B

#### Tabelle
| Pos. | Setzliste | Spieler          | Spiele | Sätze | Punkte  |
| ---- | --------- | ---------------- | ------ | ----- | ------- |
| 1    | 2         | Jonathon Power   | 3:0    | 9:3   | 159:112 |
| 2    | 6         | Anthony Ricketts | 2:1    | 7:3   | 153:153 |
| 3    | 8         | Ong Beng Hee     | 1:2    | 4:8   | 133:164 |
| 4    | 3         | John White       | 0:3    | 4:9   | 158:174 |

#### Ergebnisse
| Spieler          | Spieler          | Ergebnis                        |
| ---------------- | ---------------- | ------------------------------- |
| Jonathon Power   | Ong Beng Hee     | 15:5, 13:15, 15:8, 15:9         |
| Anthony Ricketts | John White       | 14:17, 15:12, 9:15, 15:7, 15:11 |
| Jonathon Power   | Anthony Ricketts | 11:15, 15:6, 15:8, 15:11        |
| Ong Beng Hee     | John White       | 15:10, 12:15, 15:9, 4:15, 15:12 |
| Jonathon Power   | John White       | 15:9, 15:13, 15:13              |
| Anthony Ricketts | Ong Beng Hee     | 15:13, 15:11, 15:11             |

### Halbfinale
| Spieler        | Spieler          | Ergebnis           |
| -------------- | ---------------- | ------------------ |
| Peter Nicol    | Anthony Ricketts | 15:11, 15:12, 15:7 |
| Jonathon Power | Thierry Lincou   | 15:7, 15:8, 15:7   |

### Finale
| Spieler        | Spieler     | Ergebnis                         |
| -------------- | ----------- | -------------------------------- |
| Jonathon Power | Peter Nicol | 15:11, 10:15, 13:15, 15:4, 15:14 |